# لودویک گینتل
لودویک گینتل (عبری: לודוויק גינטל‎؛ ۲۶ سپتامبر ۱۸۹۹ – ۱۱ ژوئیهٔ ۱۹۷۳) بازیکن فوتبال یهودی اهل لهستان بود.
وی همچنین در تیم ملی فوتبال لهستان بازی کرده‌است.